# Międzynarodowa klasyfikacja funkcjonowania, niepełnosprawności i zdrowia
Międzynarodowa klasyfikacja funkcjonowania, niepełnosprawności i zdrowia (ang. International Classification of Functioning, Disability and Health, w skrócie ICF) - dokument opisujący język oraz strukturę opisu i pomiaru stanu zdrowia oraz stanów związanych ze zdrowiem.
Dokument został przyjęty przez Światową Organizację Zdrowia podczas 54. Światowego Zgromadzenia Zdrowia (World Health Assembly) w 2001 roku.
Zgodnie z umową TR/09/091 ze Światową Organizacją Zdrowia o Udzielenie Praw do Tłumaczenia i Publikacji,"Międzynarodowa Klasyfikacja Funkcjonowania, Niepełnosprawności i Zdrowia - ICF" została przetłumaczona przez Centrum Systemów Informacyjnych Ochrony Zdrowia. Dyrektor Generalny Światowej Organizacji Zdrowia udzielił praw do wydania przekładu w języku polskim dla Centrum Systemów Informacyjnych Ochrony Zdrowia.